# Heinrich Adolph von Sack
Heinrich Adolph von Sack (geb. um 1710 in Crossen; gest. nach 1770) war ein preußischer Landrat und Landesdirektor.

## Leben und Herkunft
Heinrich Adolph von Sack war der Sohn von Wolff Caspar von Sack (* 9. Dezember 1679 in Schlesien; † 7. Juli 1739) Landrat und Landesdirektor im Kreis Züllichau. Heinrich Adolph immatrikulierte sich im April 1730 an der Universität Frankfurt (Oder). Nach dem Tod seines Vaters im Jahr 1739 übernahm er übergangsweise dessen Amtsgeschäfte als Landrat des Kreises Züllichau, da der für diese Position vorgesehene Christoph Georg von Luck kriegsbedingt nicht zur Verfügung stand. Am 10. August 1740 wurde er zum Landrat des Kreises Züllichau mit dem Charakter als Kreisdirektor ernannt. Nach dem Tod von Samuel Ehrenreich von Werther übernahm er dessen Amt als Landesdirektor. Das Amt als Landrat übte er bis zu dem von ihm gewünschten Abschied im Jahr 1768 aus, Nachfolger wurde George Samuel Wilhelm von Gersdorff.

## Persönliches
Heinrich Adolph von Sack war Erbherr auf Heinersdorf und Bucke (Buckow) im Kreis Züllichau. Er selbst saß auf Heinersdorf und wurde letztmalig im Jahr 1770 als neumärkischer Landesdirektor erwähnt.